# Слуцький Антон Йосипович
Анто́н Йо́сипович Слу́цький (рос. Антон Иосифович Слуцкий; 1884, Варшава, Королівство Польське, Російська імперія — 24 квітня 1918, Алушта, Таврійська губернія, Російська республіка) — більшовицький військовий і політичний діяч, учасник Жовтневого перевороту у Петрограді та радянської окупації Криму у 1918 році.

## Життєпис
Народився в Варшаві в єврейській родині. У революційному русі брав участь з 1905 року. Неодноразово піддавався арештам та засланню.
Після Лютневої революції 1917 року — партійний організатор на Обуховському заводі у Петрограді, член Петербурзького комітету РСДРП(б). Делегат 6-го з'їзду РСДРП(б). На 2-му Всеросійському з'їзді Рад обраний членом Всеросійського Центрального Виконавчого Комітету.

### Загибель
З березня 1918 року голова Ради Народних Комісарів окупаційної Радянської Соціалістичної Республіки Тавриди, що була створена більшовиками на території Кримської Демократичної Республіки.
У цей час радянська влада РСР Таврида евакуювалася в умовах посилення повстанського руху. Активізувалися кримськотатарські націоналісти, які будучи противниками РСР Тавриди раніше ставали жертвами лівого насильства. Голова національного уряду кримських татар — муфтій Номан Челебіджихан став жертвою анархо-революційного терору в Криму. 26 січня 1918 року він був заарештований, а 23 лютого був без суду убитий матросами в Севастополі, його труп був кинутий у Чорне море.
20 квітня сталося національне повстання в Алушті і навколишніх селах узбережжя під керівництвом поручика М. Хайретдінова і штаб-ротмістра С. М. Муфти-заде, що супроводжувався арештами і розстрілами червоногвардійців і більшовиків; постраждали також південнобережні греки.
21-22 квітня 1918 року в село Кизилташ прибуло два автомобілі з колишніми офіцерами, бійцями УНР і кримськими татарами. Вони оголосили населенню про вхід до Сімферополя кайзерівських частин і переконували озброїтися і висуватися на Гурзуф і Ялту з метою повалення ослаблої влади більшовицьких з окупантів.
21 квітня біля села Біюк-Ламбат були заарештовані члени керівництва республіки Тавриди на чолі з головою РНК А. Слуцьким і головою губкому РКП (б) Я. Ю. Тарвацьким, які прямували до Новоросійська. Їх привезли в Алушту і розмістили у підвалі дачі «Голубка» (нині міська бібліотека ім. С. Н. Сергєєва-Ценського, на будівлі встановлена пам'ятна табличка), де розташовувався штаб національного повстання. Разом з іншими керівниками республіки Слуцький був розстріляний поблизу гори Демерджі в ніч на 24 квітня 1918 року. Важко поранені Акімочкін і Семенов залишилися живими.
Опівдні 24 квітня в Алушту з Севастополя прийшов міноносець Гаджибей. Він обстріляв місто з артилерії. Повстання було придушене загоном матросів з відповідною жорстокістю. Кримськотатарські ополченці були розсіяні і відступили.
Тіла страчених перенесли в єдину братську могилу неподалік від берега моря. Тут поховані голова Раднаркому Антон Слуцький, нарком фінансів Олексій Коляденко, нарком внутрішніх справ Станіслав Новосельський, член ЦВК Республіки Тавриди, голова Таврійського губкому партії Ян Тарвацький. Тут же поховані комісар праці Алуштинської Ради Тимофій Багліков, командири червоногвардійських загонів І. Кулешов та С. Жилінський, члени Севастопольської Ради А. Бейм та Баранов розстріляні раніше 20 квітня.

## Також дивіться
- Радянська Соціалістична Республіка Тавриди
- Кримська операція 1918